# Wybory parlamentarne w Osetii Południowej w 2009 roku
Wybory parlamentarne w Osetii Południowej w 2009 roku odbyły się 31 maja. Zdecydowane zwycięstwo odniosły w niej ugrupowania uchodzące za prorosyjskie, które zdobyły łącznie ponad 90% głosów. Uprawnionych go głosowania było ok. 52 tysięcy obywateli, spośród których zagłosowało 80%.

## Wyniki

Flaga Osetii Południowej

Partie, które przekroczyły próg wyborczy:
- Jedność - 46,36%;
- Partia Ludowa - 22,53%;
- Komunistyczna Partia Osetii Południowej - 22,25%.

Przekroczenie 7-procentowego progu jedynie przez trzy powyższe partie oznacza podział wszystkich 34 mandatów wyłącznie pomiędzy nie.

## Kontrowersje
W czasie wyborów, tj. pod koniec maja 2009, Osetia Południowa uznawana była jedynie przez Rosję i Nikaraguę. Oprócz krytyki międzynarodowej organizatorzy wyborów spotkali się również z protestami opozycji, która oskarża prezydenta Eduarda Kokojtego o niszczenie przeciwników politycznych i sprzeniewierzanie rosyjskich funduszy na odbudowę kraju. Wyników wyborów nie uznało NATO, które podobnie jak Unia Europejska, przypomniało o poparciu dla suwerenności i integralności terytorialnej Gruzji w jej międzynarodowo uznanych granicach. Strona gruzińska określiła wybory jako farsę i błazenadę.